# Клаудіо Пісарро
Клаудіо Пісарро (ісп. Claudio Pizarro, нар. 3 жовтня 1978, Каяо) — перуанський футболіст, колишній нападник збірної Перу та німецького «Вердера».

## Клубна кар'єра
У дорослому футболі дебютував 1996 року виступами за команду клубу «Депортіво Пескеро», в якій провів один сезон, взявши участь у 42 матчах чемпіонату.
Протягом 1998–1999 років захищав кольори клубу «Альянса Ліма».

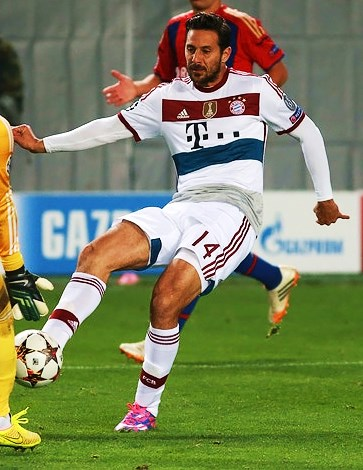
Клаудіо Пісарро під час виступів за «Баварію». 2 жовтня 2014 року.

Своєю грою за останню команду привернув увагу представників тренерського штабу «Вердера», до складу якого приєднався 13 серпня 1999 року за 1,7 млн доларів. Відіграв за бременський клуб наступні два сезони своєї ігрової кар'єри. Більшість часу, проведеного у складі «Вердера», був основним гравцем атакувальної ланки команди. У складі «Вердера» був одним з головних бомбардирів команди, маючи середню результативність на рівні 0,52 голу за гру першості.
2001 року уклав контракт з «Баварією», у складі якої провів наступні шість сезонів своєї кар'єри гравця. Граючи у складі мюнхенської «Баварії» також здебільшого виходив на поле в основному складі команди. В новому клубі був серед найкращих голеодорів, відзначаючись забитим голом в середньому щонайменше у кожній третій грі чемпіонату. За цей час тричі виборював титул чемпіона Німеччини та став траразовим володарем Кубка Німеччини.
З літа 2007 року захищав кольори команди клубу «Челсі», проте не зміг стати основним гравцем команди і по завершенню сезону перейшов на правах оренди в «Вердер», де розпочинав європейську кар'єру. Після завершення терміну оренди, бременці викупили повністю контракт гравця. Всього після повернення встиг відіграти за бременський клуб 103 матчі в національному чемпіонаті. За цей час додав до переліку своїх трофеїв ще один титул володаря Кубка Німеччини.
Ставши вільним агентом, Клаудіо Пісарро вже в кінці травня 2012 року підписав річний контракт зі своїм колишнім клубом «Баварією». У складі мюнхенців Клаудіо став переможцем Бундесліги, Ліги чемпіонів та Кубка Німеччини.
7 вересня 2015 року Клаудіо Пісарро в черговий раз повернувся в «Вердер», як вільний агент, підписавши однорічний контракт. Відтоді встиг відіграти за бременський клуб 44 матчі в національному чемпіонаті.
Перед стартом сезону 2019-2020 Клаудіо Пісарро оголосив про завершення своєї футбольної кар'єри.

## Виступи за збірну
10 лютого 1999 року дебютував в офіційних матчах у складі національної збірної Перу в товариському матчі проти збірної Еквадору, що завершився поразкою перуанців з рахунком 1-2.
У складі збірної був учасником розіграшу Кубка Америки 1999 року у Прагваї, домашнього розіграшу Кубка Америки 2004 року, розіграшу Кубка Америки 2007 року у Венесуелі, де разом з командою здобув «срібло» та розіграшу Кубка Америки 2015 року у Чилі, на якому команда здобула бронзові нагороди.
Наразі провів у формі головної команди країни 85 матчів, забивши 20 голів.

## Статистика виступів

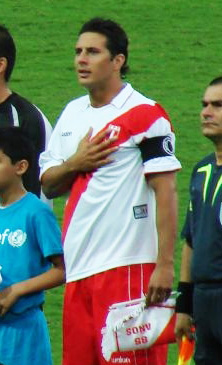
Клаудіо Пісарро на Кубку Америки 2007 року.

### Статистика клубних виступів
| Сезон                 | Команда               | Чемпіонат             | Чемпіонат | Чемпіонат | Національний кубок | Національний кубок | Національний кубок | Континентальні кубки | Континентальні кубки | Континентальні кубки | Інші змагання | Інші змагання | Інші змагання | Усього | Усього |
| Сезон                 | Команда               | Ліга                  | Ігор      | Голів     | Ліга               | Ігор               | Голів              | Ліга                 | Ігор                 | Голів                | Ліга          | Ігор          | Голів         | Ігор   | Голів  |
| --------------------- | --------------------- | --------------------- | --------- | --------- | ------------------ | ------------------ | ------------------ | -------------------- | -------------------- | -------------------- | ------------- | ------------- | ------------- | ------ | ------ |
| 1995                  | «Депортіво Пескеро»   | ТД                    | 25        | 8         |                    | —                  | —                  |                      | —                    | —                    |               | —             | —             | 25     | 8      |
| 1996                  | «Депортіво Пескеро»   | ТД                    | 17        | 3         |                    | —                  | —                  |                      | —                    | —                    |               | —             | —             | 17     | 3      |
| Усього за «Депортіво» | Усього за «Депортіво» | Усього за «Депортіво» | 42        | 11        |                    | 0                  | 0                  |                      | 0                    | 0                    |               | 0             | 0             | 42     | 11     |
| 1997                  | «Альянса Ліма»        | ТД                    | 22        | 7         |                    | —                  | —                  | КЛ                   | 10                   | 2                    |               | —             | —             | 32     | 9      |
| 1998                  | «Альянса Ліма»        | ТД                    | 25        | 18        |                    | —                  | —                  |                      | —                    | —                    |               | —             | —             | 25     | 18     |
| Усього за «Альянсу»   | Усього за «Альянсу»   | Усього за «Альянсу»   | 47        | 25        |                    | 0                  | 0                  |                      | 10                   | 2                    |               | 0             | 0             | 57     | 27     |
| 1999–00               | «Вердер»              | БЛ                    | 25        | 10        | КН                 | 5                  | 2                  | КУ                   | 9                    | 3                    |               | —             | —             | 39     | 15     |
| 2000–01               | «Вердер»              | БЛ                    | 31        | 19        | КН                 | 1                  | 0                  | К                    | 5                    | 4                    |               | —             | —             | 37     | 23     |
| 2001–02               | «Баварія»             | БЛ                    | 30        | 15        | КН                 | 4                  | 0                  | ЛЧ                   | 14                   | 4                    | СК МК         | 1             | 0             | 50     | 19     |
| 2002–03               | «Баварія»             | БЛ                    | 31        | 15        | КН                 | 6                  | 2                  | ЛЧ                   | 7                    | 2                    | КЛ            | 1             | 0             | 45     | 19     |
| 2003–04               | «Баварія»             | БЛ                    | 31        | 11        | КН                 | 4                  | 1                  | ЛЧ                   | 7                    | 0                    | КЛ            | 1             | 0             | 43     | 12     |
| 2004–05               | «Баварія»             | БЛ                    | 23        | 11        | КН                 | 5                  | 6                  | ЛЧ                   | 7                    | 4                    |               | —             | —             | 35     | 21     |
| 2005–06               | «Баварія»             | БЛ                    | 26        | 11        | КН                 | 5                  | 5                  | ЛЧ                   | 6                    | 1                    | КЛ            | 1             | 0             | 38     | 17     |
| 2006–07               | «Баварія»             | БЛ                    | 33        | 8         | КН                 | 2                  | 0                  | ЛЧ                   | 10                   | 4                    |               | —             | —             | 45     | 12     |
| 2007–08               | «Челсі»               | ПЛ                    | 21        | 2         | КА КЛ              | 4                  | 0                  | ЛЧ                   | 2                    | 0                    | СА            | 1             | 0             | 32     | 2      |
| 2008–09               | «Вердер»              | БЛ                    | 26        | 17        | КН                 | 5                  | 4                  | ЛЧ КУ                | 6 9                  | 2 5                  |               | —             | —             | 46     | 28     |
| 2009–10               | «Вердер»              | БЛ                    | 26        | 16        | КН                 | 4                  | 1                  | ЛЄ                   | 10                   | 11                   |               | —             | —             | 40     | 28     |
| 2010–11               | «Вердер»              | БЛ                    | 22        | 9         | КН                 | 2                  | 2                  | ЛЧ                   | 5                    | 3                    |               | —             | —             | 29     | 14     |
| 2011–12               | «Вердер»              | БЛ                    | 29        | 18        |                    | —                  | —                  |                      | —                    | —                    |               | —             | —             | 29     | 18     |
| 2012–13               | «Баварія»             | БЛ                    | 20        | 6         | КН                 | 2                  | 3                  | ЛЧ                   | 6                    | 4                    |               | —             | —             | 28     | 13     |
| 2013–14               | «Баварія»             | БЛ                    | 17        | 10        | КН                 | 2                  | 1                  | ЛЧ                   | 5                    | 0                    | СН КЧС        | 1             | 0             | 26     | 11     |
| 2014–15               | «Баварія»             | БЛ                    | 13        | 0         | КН                 | 2                  | 1                  | ЛЧ                   | 2                    | 0                    |               | —             | —             | 17     | 1      |
| Усього за «Баварію»   | Усього за «Баварію»   | Усього за «Баварію»   | 224       | 87        |                    | 32                 | 19                 |                      | 64                   | 19                   |               | 8             | 0             | 327    | 125    |
| 2015–16               | «Вердер»              | БЛ                    | 28        | 14        | КН                 | 4                  | 2                  |                      | —                    | —                    |               | —             | —             | 32     | 16     |
| 2016–17               | «Вердер»              | БЛ                    | 19        | 1         | КН                 | —                  | —                  |                      | —                    | —                    |               | —             | —             | 19     | 1      |
| Усього за «Вердер»    | Усього за «Вердер»    | Усього за «Вердер»    | 206       | 104       |                    | 21                 | 11                 |                      | 44                   | 28                   |               | 0             | 0             | 271    | 143    |
| Усього за кар'єру     | Усього за кар'єру     | Усього за кар'єру     | 536       | 229       |                    | 61                 | 31                 |                      | 120                  | 49                   |               | 8             | 0             | 725    | 309    |

## Титули і досягнення

### Національні
- Чемпіон Німеччини (6):

«Баварія»: 2002–03, 2004–05, 2005–06, 2012–13, 2013–14, 2014–15
- Володар Кубка Німеччини (6):

«Баварія»: 2002–03, 2004–05, 2005–06, 2012–13, 2013–14
«Вердер»: 2008–09
- Володар Кубка німецької ліги (1):

«Баварія»: 2004
- Володар Суперкубка Німеччини (1):

«Баварія»: 2012

### Міжнародні
- Володар Міжконтинентального кубка (1):

«Баварія»: 2001
- Переможець Ліги чемпіонів УЄФА (1):

«Баварія»: 2012–13
- Володар Суперкубка УЄФА (1):

«Баварія»: 2013
- Переможець Клубного чемпіонату світу (1):

«Баварія»: 2013
- Бронзовий призер Кубка Америки: 2015

### Індивідуальні
- Найкращий бомбардир Ліги Європи УЄФА: 2009–10 (9 голів)
- Найкращий бомбардир Кубка Німеччини: 2004–05 (6 голів), 2005–06 (5 голів)
- 5-е місце у списку найкращих бомбардирів чемпіонату Німеччини за всі часи: 182 голи
- Найкращий іноземний бомбардир в історії Бундесліги
- Найбільш віковий автор голу в історії Бундесліги: 40 років і 136 днів
- Єдиний гравець, який забивав у Бундеслізі в 21 різному календарному році[5]